# AI břečka

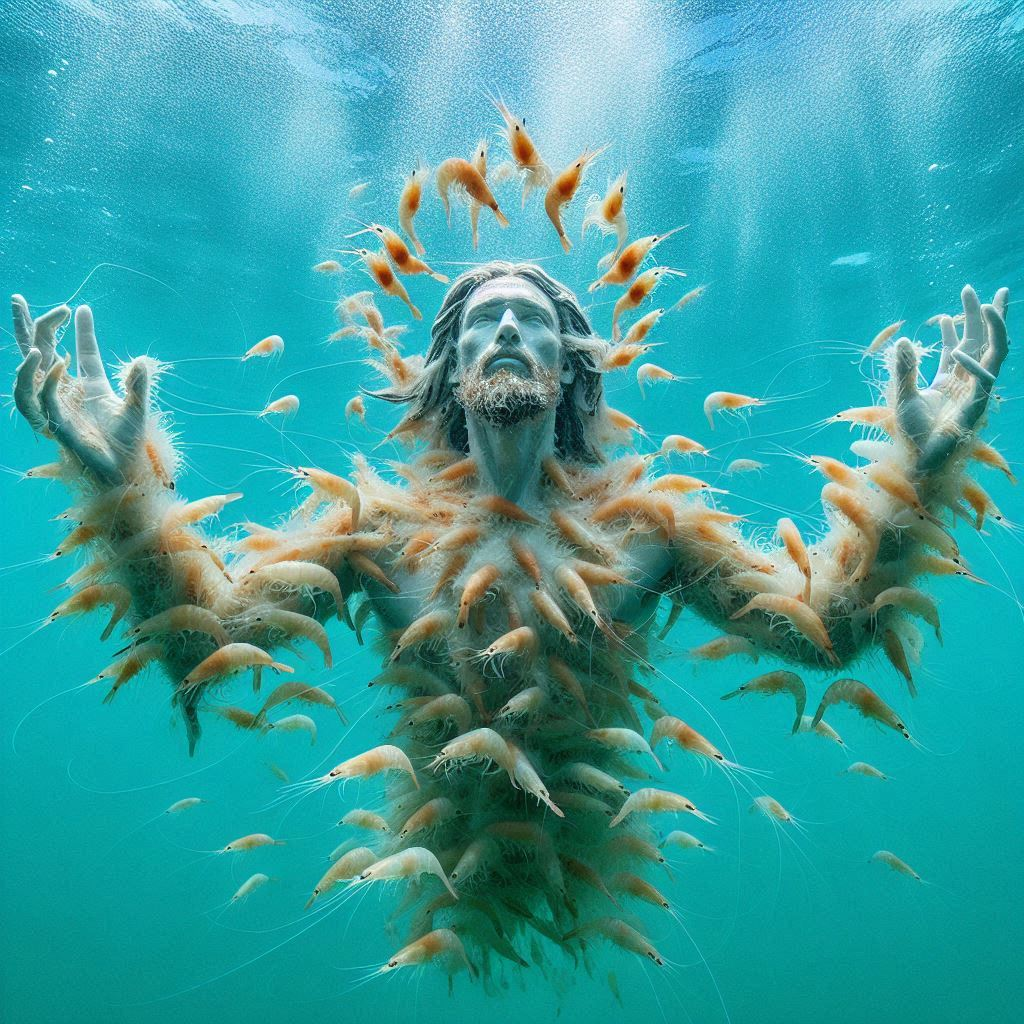
Příklad nekvalitního obrázku, který byl vytvořen pomocí AI

AI břečka (anglicky AI slop) je výraz označující nekvalitní obsah, zahrnující text, obrázky a videa, vytvořený umělou inteligencí pomocí generativní technologie. Termín, vzniklý ve 20. letech 21. století, má hanlivý význam podobný jako spam. Označuje primitivní, kýčovité a všeobecně banální výtvory umělé inteligence, které vznikají ve velkém množství jako výplňový obsah, postrádající samotnou podstatu i kvalitu. Generativní AI vytvářející obsah označovaný jako AI břečka, je vytrénovaná na kýčovitém obsahu, který má být pro diváka líbivým a velmi sugestivním, spadajícím do takzvaných nadnormálních podnětů – přehnaných verzí přirozených podnětů. AI břečka se objevuje především na sociálních sítích jako jsou TikTok, Instagram a YouTube. Cílem je zaujmout publikum otupělé sledováním nekonečného proudu obsahu něčím co bude přehnané, absurdní a ještě více přeplněné čímkoliv co vyvolá u diváka emoce. Objevují se tak bizarní příběhy jako např. dítě lezoucí do vesmírné rakety před startem, mops zachraňující mimino z letecké katastrofy nebo kočky soutěžící v olympijském potápění. Účelem zveřejňování tohoto obsahu je výdělek z reklamy, kterému napomáhá stále se zvyšující počet zhlédnutí i počet sledujících uživatelů. Tento fenomén však vyvolává obavy z úpadku kvality obsahu na internetu i zneužívání platforem.

## Sociální sítě
AI obrazová a video „břečka“ se na sociálních sítích rozšířila mimo jiné proto, že svým tvůrcům na Facebooku a TikToku přinášela zisky. Tento problém se nejvýrazněji projevil na Facebooku. Zejména uživatelé z rozvojových zemí jsou tak motivováni, aby vytvářeli obrázky, které cílí na sledující ze Spojených států a dostávají vyšší zisky z reklamy. Novinář Jason Koebler spekuloval, že bizardnost některých výtvorů může být způsobena tím, že jejich tvůrci užívají příkazy v urdštině, hindštině nebo vietnamštině (tedy jazyky, které jsou nedostatečně zastoupeny v tréninkových datech modelů), nebo používají pochybné nespolehlivé mětody převodu řeči na text při překladu svých záměrů do angličtiny.
Na sociálních sítích se masově rozšířily AI generované obrázky rostlin a mylné informace o jejich pěstování. Online prodejci využili AI generované obrázky květin k prodeji semen rostlin, které ve skutečnosti neexistují. Mnohé online komunity zaměřené na pokojové rostliny sice zakázaly obsah vytvořený AI, ale potýkají se s obtížemi při moderování velkého množství příspěvků od botů.
AI generované obrázky zaplavily také síť Pinterest, která umožňuje vytvářet tematické kolekce obrázků či fotografií, a začaly dominovat v hlavním feedu uživatelů. Někteří uživatelé si následně stěžovali, že tím síť ztrácí smysl a limituje kreativitu i reálnou inspiraci, jiní uvedli, že síť kvůli množství AI generovaného obsahu přestali užívat. Pinterest zareagoval spuštěním nové funkce, která automaticky označí obrázky, u nichž bylo zjištěno, že byly vytvořeny nebo upraveny pomocí generativní AI, a umožní uživatelům zobrazovat jich méně.
V roce 2025 se začal užívat pejorativní výraz „slopper“ odvozený od výrazu „AI slop“ k označení člověka, který je nadměrně závislý na generativních AI nástrojích, jako je ChatGPT.

## Reklama
Organizace Amnesty International a Konsent spustily o Velikonocích 2025 kampaň proti násilí na ženách, kterou mohli lidé podpořit koupí digitální pohlednice s obrázkem „bezránka“, velikonočního beránka s pomlázkou v tlamě hopsajícího po louce načervenalých květů. Místo poselství se však majorita komentujících na sociálních sítítch podivovala použitím generátoru AI, který byl zjevně použit pro vytvoření obrázku a patrně tak nahradil skutečného tvůrce. Kampaň pak v důsledku mnoha negativních reakcí zmizela z Instagramu a reklamní fotograf Adam Bartas ji označil za „AI břečku, která v souvislosti s lidskoprávní agendou zmíněných organizací působí pokrytecky“.

## Politika

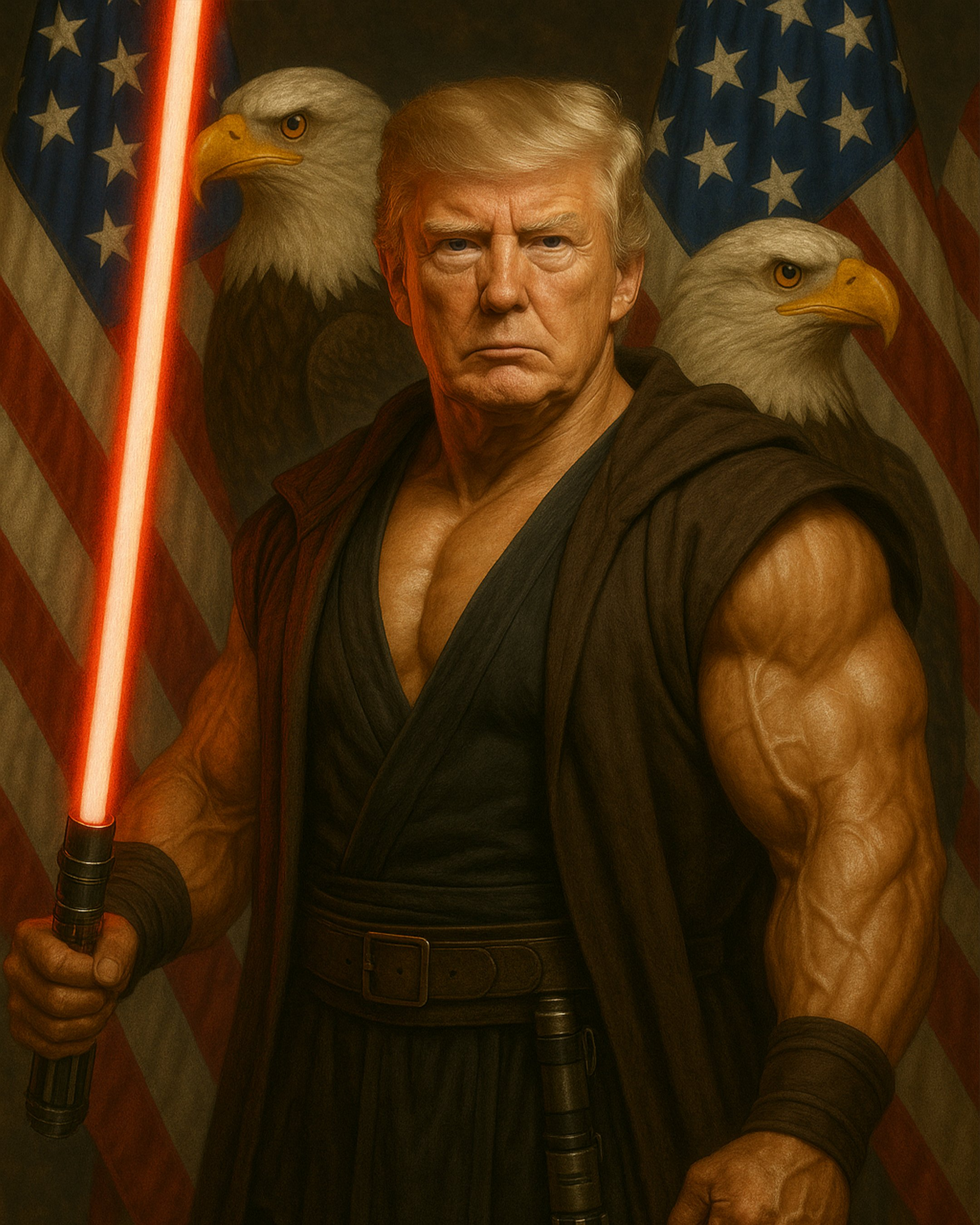
Obrázek prezidenta Spojených států Donalda Trumpa vytvořený AI, který byl zveřejněn na oficiálním účtu Bílého domu na síti X (Twitter). Příspěvek byl zveřejněn v den výročí ságy Star Wars. Trump již dříve použil AI, kdy se nechal vyobrazit jako papež.

AI břečka je často užívána v politických kampaních. Kampaň užívající obrázky vytvořené AI využilo například hnutí SPD pro krajské volby v roce 2024. Na jednom AI vytvořeném obrázku byl vyobrazen zakrvácený černoch s nožem v ruce, další zobrazoval šťastnou blonďatou rodinu s třemi dětmi, dítěti však AI vytvořila šest prstů místo pěti. Kampaň spustila debatu, zda by mělo být povinné označovat v politické kampani vizuál generovaný AI, aby bylo jasné že se jedná o fiktivní ilustraci.
V srpnu 2024 časopis The Atlantic uvedl, že AI břečka začíná být spojována s politickou pravicí ve Spojených státech, která ji využívá k shitpostingu (záměrné zveřejňování absurdního nebo provokativního obsahu na internetu, často pro pobavení nebo vyvolání reakcí) a zvyšování interakcí uživatelů na sociálních sítích, přičemž tato technologie nabízí „levnou, rychlou a okamžitě dostupnou výplň pro vytváření obsahu“.
Také v srpnu 2024 zveřejnil Donald Trump na své sociální síti Truth Social sérii obrázků vytvořených AI, které zobrazovaly fanoušky zpěvačky Taylor Swift v tričkách s nápisem „Swifties for Trump“ (fanoušci Taylor Swift pro Trumpa), stejně jako fotografii samotné zpěvačky, která měla působit dojmem, že podporuje Trumpovu prezidentskou kampaň pro rok 2024. Obrázky pocházely z konzervativního účtu @amuse na síti Twitter, který před volbami ve Spojených státech v roce 2024 zveřejnil množství obrázků z tzv. AI břečky a které dále sdílely i další významné osobnosti Republikánské strany USA, například Elon Musk, jenž se veřejně vyslovil pro využívání generativní umělé inteligence, čímž tuto spojitost ještě posílil.
Po hurikánu Helene ve Spojených státech šířili členové Republikánské strany obrázek vytvořený umělou inteligencí, na němž byla zobrazena malá dívka držící štěně v záplavě, a používali jej jako důkaz selhání prezidenta Joea Bidena při reakci na tuto katastrofu. Někteří, např. Trumpova podporovatelka Amy Kremer, obrázek sdíleli na sociálních sítích, ale přiznali, že není pravý.

## Knihy
Online prodejci knih nyní nabízejí mnoho titulů napsaných AI. Generativní AI knihy pochybné kvality a s fiktivními autory často na první pohled nelze odlišit od knih, které napsali skuteční lidé. AI generované knihy se dostaly i do databází digitálních knihoven jako OneDrive nebo Hoopla.

## Film

„Ghiblifikovaný“ obrázek vygenerovaný AI, který na svém oficiální účtu na síti X (Twitter) zveřejnil Bílý dům, zobrazující nelegální migrantku a odsouzenou dealerku fentanylu Virginii Basoru-Gonzalez v slzách, během jejího zatčení příslušníky Úřadu pro imigraci a cla (ICE).

V březnu 2025 se začal masově šířit trend přetváření fotografií za pomoci modelu GPT-4o od společnosti OpenAI na obrázky ve stylu legendárního tvůrce animovaných filmů Haja Mijazakiho a Studia Ghibli. Uživatelé tak nechávali „ghiblifikovat“ nejen své fotografie, ale i klasické snímky z minulosti, jako je třeba fotografie zachycující zavraždění JFK nebo několikrát retušovaný snímek Stalina. Trend označovaný jako „Ghibli slop“ (Ghibli břečka) silně odsoudili především fanoušci Mijazakiho díla, kteří poukazovali na fakt, že sám Mijazaki odsoudil použití technologie AI v umění. Už v roce 2016 v dokumentu Owaranai hito: Miyazaki Hayao televize NHK, Mijazaki prohlásil: „Jsem absolutně znechucený. Nikdy bych si ve svém díle nedovolil použít tuto technologii. Mám silný pocit, že je to urážka života samotného. Cítím, že se blížíme úplnému konci. My lidé ztrácíme víru v sebe sama.“ Samotné studio Ghibli se však k AI generátorům zneužívajícím jeho dílo nevyjádřilo a společnost OpenAI na dotazy ohledně použití autorských děl neodpověděla.

## Hudba
V červenci 2025 informovala řada médií o obviněních, že nezávislá kapela jménem Velvet Sundown, která si během několika týdnů získala přes 850 000 posluchačů na Spotify, byla vytvořena pomocí umělé inteligence. Kritici poukazovali na to, že neexistují žádné záznamy o vystoupeních kapely, jednotliví členové nemají žádnou přítomnost na sociálních sítích a jejich propagační fotografie působí falešně. Nástroj streemovací služby Deezeru pro detekci AI označil hudbu kapely jako 100 % vytvořenou umělou inteligencí. Účet kapely na sociálních sítích však popřel, že by při tvorbě jejich hudby byla AI použita. Do týdne ale byla biografie kapely na Spotify upravena s tím, že se jedná o „syntetický hudební projekt vedený lidskou tvůrčí vizí, komponovaný, nazpívaný a vizualizovaný s podporou umělé inteligence“, určený jako „umělecká provokace“. V té době už měla kapela na Spotify přes jeden milion měsíčních posluchačů.